# King Clancy
Francis Michael Clancy, detto King (Ottawa, 25 febbraio 1902 – Toronto, 10 novembre 1986), è stato un hockeista su ghiaccio e allenatore di hockey su ghiaccio canadese.
Anche il figlio Terry Clancy è stato un hockeista su ghiaccio.

## Biografia
Nel corso della sua carriera ha giocato con Ottawa Sandy Hill, Ottawa Munitions, Ottawa Collegiate, Ottawa St. Brigid's (1918-1921), Ottawa Senators (1921-1930) e Toronto Maple Leafs (1930-1937).
Da allenatore ha guidato per una stagione (1937/38) i Montreal Maroons, mentre nel triennio 1953-1956 è stato alla guida dei Toronto Maple Leafs.
Nel 1958 è stato inserito nella Hockey Hall of Fame.